# Kirbya aldrichi
Kirbya aldrichi är en tvåvingeart som först beskrevs av Charles Howard Curran 1927.  Kirbya aldrichi ingår i släktet Kirbya och familjen parasitflugor. Inga underarter finns listade i Catalogue of Life.